# Grand Prix Tennis Circuit
El Grand Prix Tennis Circuit fue un circuito mundial de tenis, el más prominente durante los años 70 y 80, que perduró hasta 1989 cuando se creó el ATP Tour.
Se trataba de una serie de torneos alrededor del mundo organizados en 1970 por la Federación Internacional de Lawn Tennis (actual FIT) que recibirían puntaje para desembocar en un listado final, al término de la temporada, donde inicialmente los seis mejores disputarían el “Masters” o Torneo de Maestros, que distribuiría un monto fijo según su ubicación. En 1971 pasaron a siete los jugadores que participarían en el Masters, y a partir de 1972 hasta la fecha, ocho.

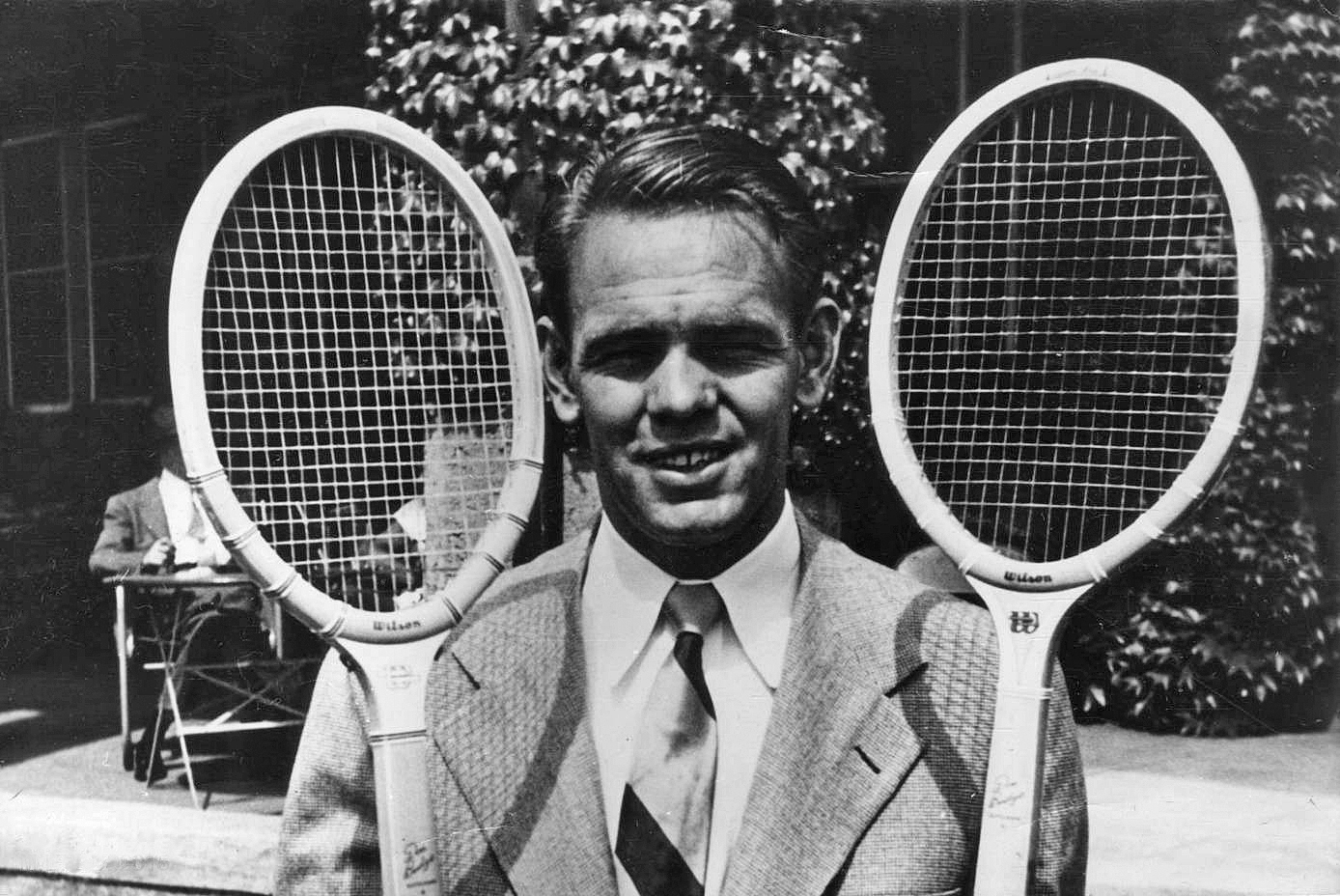
Jack Kramer, extenista y promotor, fue el ideólogo del Grand Prix Circuit

Jack Kramer, el exjugador de tenis número uno del mundo en los años 1940 y 1950 y por entonces promotor, propuso concebir el Grand Prix en 1969. Lo describió como "una serie de torneos con un fondo de bonificación de dinero que se dividiría sobre la base de un sistema de puntos acumulativo". Esto alentaría a los mejores jugadores a competir regularmente en la serie, de modo que pudieran calificar para un torneo especial de campeonato que culminaría el año .
La ILTF aprobó la propuesta de Kramer y en abril de 1970 su presidente Ben Barnett anunció la creación del circuito de Gran Premio, con carácter experimental durante su primer año.

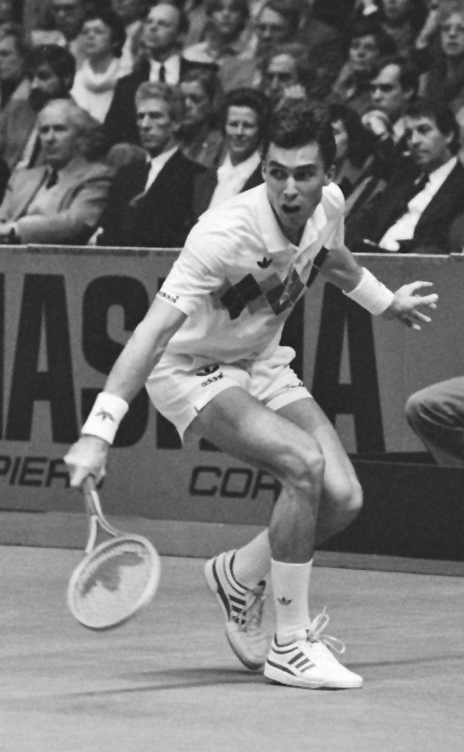
Ivan Lendl finalizó como N°1 del Grand Prix en cinco temporadas: 1981, 1985, 1986, 1987 y 1989.

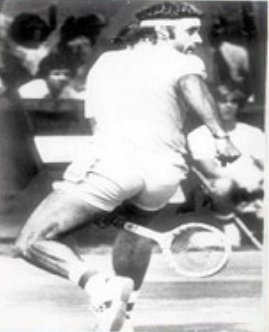
Guillermo Vilas finalizó como N°1 del Grand Prix en tres temporadas: 1974, 1975 y 1977.

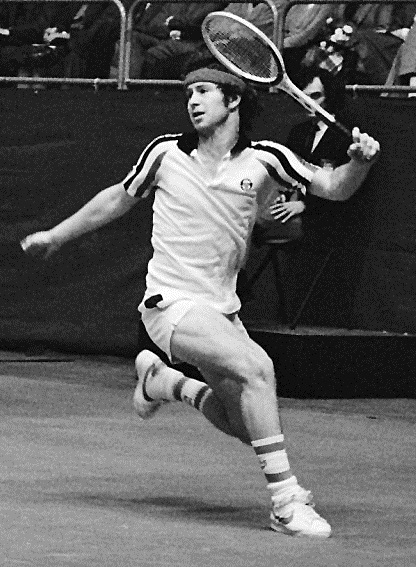
John McEnroe, N°1 del Grand Prix en las temporadas de 1979, 1980 y 1984.

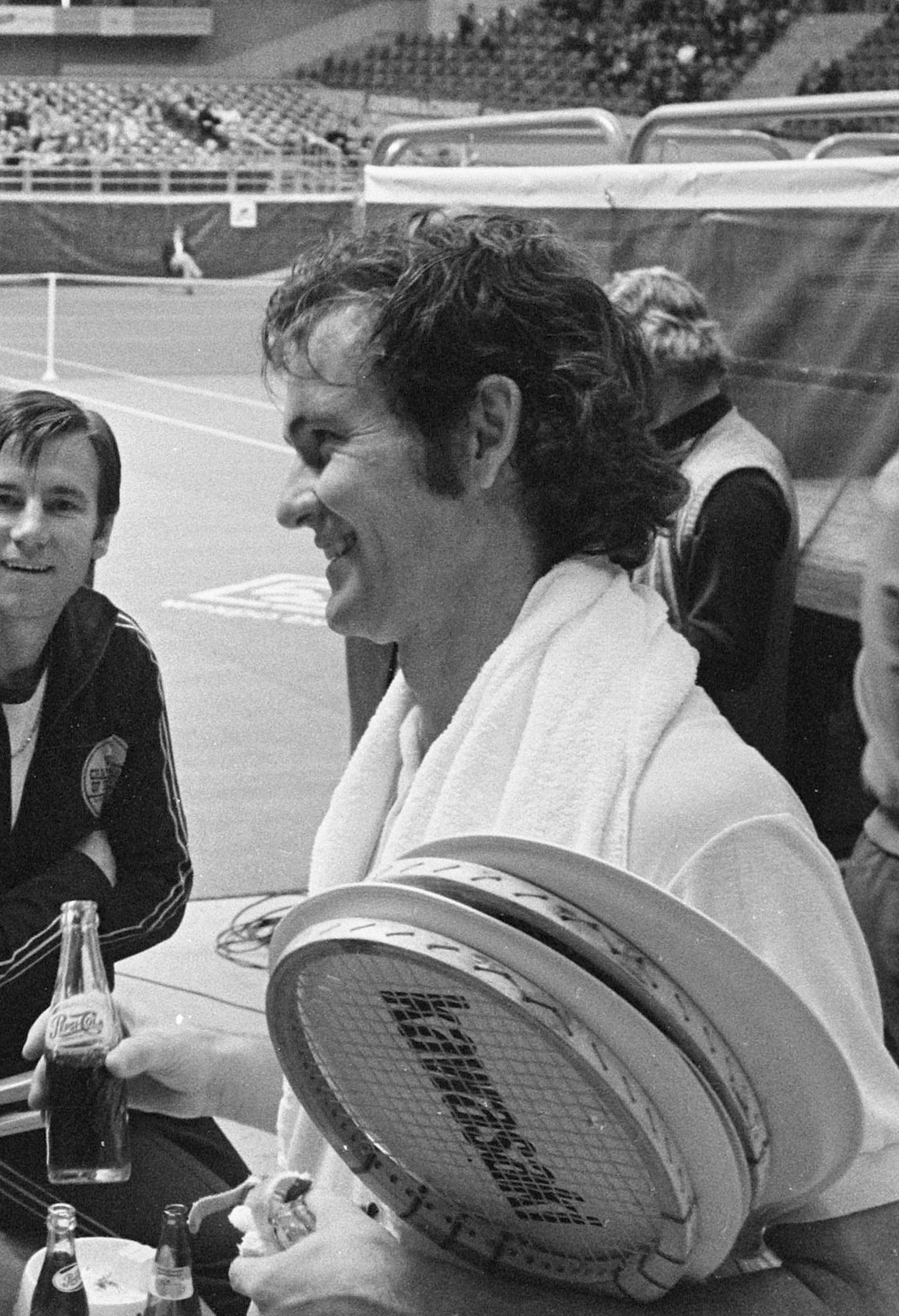
Cliff Richey, N°1 de la primera edición del Grand Prix en 1970

## Rivalidad con WTC y NTL
En 1973, había cuatro circuitos profesionales rivales: el circuito WCT luchó con el "U.S. Indoor Circuit" de EE. UU. De enero a abril y el Gran Premio hasta julio; ambos recorridos compitieron con el "European Spring Circuit" hasta junio. En ese mismo año, la ATP creó controversia al convocar a boicotear el Campeonato de Wimbledon de 1973 después de que uno de sus miembros, Niki Pilić, fuera suspendido por la Federación Yugoslava de Tenis por no jugar en un partido de la Copa Davis contra Nueva Zelanda. El boicot de la ATP, a pesar de la negociación, se llevó a cabo, con solo tres miembros de la organización, Roger Taylor, Ilie Năstase y Ray Keldie, rompiendo el piquete. Más tarde fueron multados por esto. Los sorteos de los hombres para ese año fueron conformados por jugadores de segunda fila, “lucky losers” y jugadores mayores como Neale Fraser, quien llegó a la final de los dobles masculinos con el también australiano John Cooper. El sorteo también mostró a futuros talentos como Björn Borg, Vijay Amritraj, Sandy Mayer y John Lloyd, y multitudes récord ayudaron a desafiar el boicot.

## Unificación y fin
Los circuitos WCT y Grand Prix estuvieron separados hasta 1978, cuando el circuito Grand Prix integró el circuito WCT. Ya para 1977 el Grand Prix era indudablemente el más preponderante con diferencia, llegando a realizar 84 torneos en el año incluidos los cuatro torneos del Grand Slam. En 1982, el circuito WCT se separó del Grand Prix nuevamente y creó una clasificación WCT más compleja, similar al ranking ATP. La división fue de corta duración, sin embargo, y en 1985 el Gran Premio absorbió los cuatro torneos WCT restantes.
Durante el US Open de 1988, el ATP, liderado por el entonces No. 1 Mats Wilander, organizó una reunión improvisada conocida como la Conferencia de prensa de estacionamiento durante las negociaciones fallidas con el MTC sobre la organización del Grand Prix y otras cuestiones. Durante la Conferencia, la ATP declaró que comenzaría su propia gira en 1990, lo que significa que el Grand Prix de 1989 sería efectivamente el último. El evento final fue el Nabisco Masters Doubles celebrado en el Royal Albert Hall de Londres en el Reino Unido desde el 6 de diciembre hasta el 10 de diciembre de 1989. Sus últimos campeones fueron Jim Grabb y Patrick McEnroe, que vencieron a John Fitzgerald y Anders Järryd .

## Patrocinadores del Grand Prix
1970-1971 - Pepsi-Cola
1972-1976 - Commercial Union Assurance
1977-1979 - Colgate-Palmolive
1980-1984 - Volvo
1985-1989 - Nabisco

## Clasificacíones por año
(Nota: La Clasificación del Grand Prix, si bien tenía carácter oficial por la FIT, no guarda necesariamente relación con el ranking ATP, que contabilizaba otros torneos de circuitos menores y puntuaba de distinta forma.)
1970
1. Cliff Richey
2. Arthur Ashe
3. Ken Rosewall
4. Rod Laver
5. Stan Smith
6. Željko Franulović
7. John Newcombe
8. Jan Kodeš
9. Tony Roche
10. Bob Carmichael

1971
1. Stan Smith
2. Ilie Năstase
3. Željko Franulović
4. Jan Kodeš
5. Cliff Richey
6. John Newcombe
7. Pierre Barthès
8. Ken Rosewall
9. Clark Graebner
10. Tom Gorman

1972
1. Ilie Năstase
2. Stan Smith
3. Manuel Orantes
4. Jan Kodeš
5. Andrés Gimeno
6. Bob Hewitt
7. Jimmy Connors
8. Tom Gorman
9. Andrew Pattison
10. Patrick Proisy

1973
1. Ilie Nästase
2. John Newcombe
3. Tom Okker
4. Jimmy Connors
5. Manuel Orantes
6. Jan Kodeš
7. Stan Smith
8. Tom Gorman
9. Björn Borg
10. Arthur Ashe

1974
1. Guillermo Vilas
2. Jimmy Connors
3. Manuel Orantes
4. Björn Borg
5. Raúl Ramírez
6. Ilie Năstase
7. Onny Parun
8. Harold Solomon
9. Arthur Ashe
10. Stan Smith

1975
1. Guillermo Vilas
2. Manuel Orantes
3. Björn Borg
4. Arthur Ashe
5. Ilie Năstase
6. Jimmy Connors
7. Raúl Ramírez
8. Adriano Panatta
9. Harold Solomon
10. Eddie Dibbs

1976
1. Raúl Ramírez
2. Manuel Orantes
3. Jimmy Connors
4. Eddie Dibbs
5. Harold Solomon
6. Guillermo Vilas
7. Roscoe Tanner
8. Wojciech Fibak
9. Brian Gottfried
10. Björn Borg

1977
1. Guillermo Vilas
2. Brian Gottfried
3. Björn Borg
4. Manuel Orantes
5. Eddie Dibbs
6. Roscoe Tanner
7. Raúl Ramírez
8. Jimmy Connors
9. Vitas Gerulaitis
10. Harold Solomon

1978
1. Jimmy Connors
2. Björn Borg
3. Eddie Dibbs
4. Raúl Ramirez
5. Harold Solomon
6. John McEnroe
7. Guillermo Vilas
8. Brian Gottfried
9. Corrado Barazzutti
10. Arthur Ashe

1979
1. John McEnroe
2. Björn Borg
3. Jimmy Connors
4. Guillermo Vilas
5. Vitas Gerulaitis
6. Roscoe Tanner
7. José Higueras
8. Harold Solomon
9. Eddie Dibbs
10. Víctor Pecci

1980
1. John McEnroe
2. Ivan Lendl
3. Jimmy Connors
4. Björn Borg
5. Gene Mayer
6. Harold Solomon
7. Guillermo Vilas
8. José Luis Clerc
9. Eliot Teltscher
10. Brian Teacher

1981
1. Ivan Lendl
2. John McEnroe
3. Jimmy Connors
4. José Luis Clerc
5. Guillermo Vilas
6. Björn Borg
7. Roscoe Tanner
8. Eliot Teltscher
9. Vitas Gerulaitis
10. Yannick Noah

1982
1. Jimmy Connors
2. Guillermo Vilas
3. Ivan Lendl
4. John McEnroe
5. Mats Wilander
6. Vitas Gerulaitis
7. José Higueras
8. Johan Kriek
9. Andrés Gómez
10. Steve Denton

1983
1. Mats Wilander
2. Ivan Lendl
3. John McEnroe
4. Jimmy Connors
5. Yannick Noah
6. Jimmy Arias
7. José Higueras
8. Andrés Gómez
9. José Luis Clerc
10. Eliot Teltscher

1984
1. John McEnroe
2. Jimmy Connors
3. Ivan Lendl
4. Mats Wilander
5. Andrés Gómez
6. Joakim Nyström
7. Henrik Sundström
8. Eliot Teltscher
9. Anders Järryd
10. Tomáš Šmíd

1985
1. Ivan Lendl
2. John McEnroe
3. Mats Wilander
4. Stefan Edberg
5. Boris Becker
6. Jimmy Connors
7. Yannick Noah
8. Anders Järryd
9. Johan Kriek
10. Joakim Nyström

1986
1. Ivan Lendl
2. Boris Becker
3. Stefan Edberg
4. Joakim Nyström
5. Yannick Noah
6. Mats Wilander
7. Henri Leconte
8. Andrés Gómez
9. Jimmy Connors
10. Miloslav Mečíř

1987
1. Ivan Lendl
2. Stefan Edberg
3. Mats Wilander
4. Miloslav Mečíř
5. Boris Becker
6. Jimmy Connors
7. Pat Cash
8. Brad Gilbert
9. Tim Mayotte
10. Andrés Gómez

1988
1. Mats Wilander
2. Boris Becker
3. Stefan Edberg
4. Andre Agassi
5. Ivan Lendl
6. Henri Leconte
7. Jimmy Connors
8. Tim Mayotte
9. Jakob Hlasek
10. Kent Carlsson

1989 (último año)
1. Ivan Lendl
2. Boris Becker
3. Stefan Edberg
4. Brad Gilbert
5. John McEnroe
6. Michael Chang
7. Andre Agassi
8. Aaron Krickstein
9. Alberto Mancini
10. Jay Berger